# 香港影圈四大惡人
香港影圈四大惡人是指四位香港電影的綠葉演員，分別為何家駒、李兆基、成奎安及黃光亮。他們主要活躍於1980—1990年代，擅長飾演恶人或江湖人士一類角色，由於形象鮮明且令人深刻，故成為香港電影經典反派人物的標誌。
直至2025年，除了黄光亮之外，其餘三人都已经逝世。

## 成员

### 何家駒
何家駒在香港電影中演出不少變態、流氓等角色，其代表作品包括《監獄風雲》、《龍之家族》和《替天行道之殺兄》，又被稱為「香港演藝圈惡人之首」。另外，他亦曾為報業老闆，參與過電影幕後工作，並曾任劉德華、周潤發等藝人的經紀人。後於2000年之後北上中國大陸發展，以登台作商業演出為其收入來源。他患有糖尿病，逝世前數日被發現有肺積水症狀，並惡化成肺炎，仍抱病繼續拍攝電影，即使遭遇車禍，還未有接受適當的治療，直至送入醫院急治時，就已經併發器官衰竭，最終於2015年1月27日凌晨四時五十三分在香港伊利沙伯醫院因器官衰竭病逝，享壽66歲。

### 李兆基
李兆基於1970年代曾為童黨組織「慈雲山十三太保」成員之一，曾有吸毒紀錄，後來戒毒成功和重投社會。1980年代，他獲導演林嶺東邀請演出電影，1990至2000年代也曾演出在多套電視劇集。因其出身背景及外形甚具草根味道，所以飾演的一般都是有勇無謀或者黑幫小頭目等角色，且多為配角，而他較為人熟悉的演出如《古惑仔》、《食神》、《算死草》、《行運一條龍》等。另外，他是一間電影投資公司負責人，並擔任監製、編劇，題材均與黑道有關；2015年開始受中風影響，鮮在影視節目中露面。2019年6月2日，他因肝癌擴散至肺部，於當日下午六時三十分在伊利沙伯醫院病逝，享壽69歲。

### 成奎安
成奎安為新界原居民，少時家境貧寒，13歲時就輟學（只有蠔涌積善學校小五學歷）。他曾當過邵氏電影廠攝影組小工（月薪只有60元）及臨時演員，之後混進了黑社會做舞廳打手，曾被警察拘捕和判入獄四年（實際只是服刑兩年八個月）。出獄後巧遇當時亞洲電視的武術指導梁小龍，並跟隨任龍虎武師，同時亦獲李修賢發掘，開始拍攝電影，自此就成為演員。由於體形高大、外形較兇狠，他在電影裡經常飾演江湖大佬一類惡人角色如1987年《監獄風雲》「大傻」一角；從影以來共演出過逾350部電影和不少連續劇，一般以配角身份亮相，擔任主角的就如1996年《900重案追兇》。他本是乙型肝炎攜帶者，2004年被診斷患上鼻咽癌，曾多次接受6至7周化療及電療；治療期間曾被醫生叮囑必須定期檢查，以免誘發成肝硬化或肝癌。但他因工作纏身而疏忽身體，至2009年舊病復發，於同年8月27日晚上11時45分在浸會醫院去世，享年54歲。

### 黃光亮
黃光亮在九龍城寨及葵涌石蔭邨長大和就讀小學，後到土瓜灣鄧鏡波學校就讀中學，不過中一時候於校內逕自唱紅色歌曲《東方紅》，且操行只有 F 等，所以被學校開除學籍。而他未再進修，並開始其離家獨立的生活；首份工作是負責酒樓樓面事務，後在尖沙咀一間洋服店裡學習裁縫。由於長相特別，觀眾對他大眼闊鼻和滿臉橫肉的形象頗深刻，因此戲迷喜歡稱他為「大眼光」。他自1983年電影《摩登衙門》起陸續參演過許多香港電影，而於戲中多半擔演配角，例如《開心鬼救開心鬼》「喪標」、《至尊三十六計之偷天換日》「大眼光」和《天若有情》「喇叭」等；1987年在《監獄風雲》飾演愛逞強的監獄老大「傻標」，是其無數角色中最為出色的一個，更曾於1988年憑此角色獲提名第七屆香港電影金像獎「最佳新人獎」。他從影生涯一共演了近90部電影，直到近年才淡出影壇，轉往中國東莞經營木材生意，後與其妻張桂芳在葵涌工業大廈內開設日本冰鮮食品批發公司「優質堂」，2012年則獲邀拍攝《老表，你好嘢！》等無綫電視劇集。

## 外部連結
- 何家駒在香港影庫上的簡介
- 李兆基在香港影庫上的簡介
- 成奎安在香港影庫上的簡介
- 黃光亮在香港影庫上的簡介